# Christiana Amalia Lorichs
Christiana Amalia Lorichs, före adlandet 1802 Hassel, född 16 oktober 1788, död 17 juni 1819 i Paris, var en svensk skådespelare.
Hon var dotter till bruksägaren Fredrik Otto Hassel och Hedvig Charlotta Görges (1757–1822) samt dotterdotter till grosshandlaren Lorentz Görges; från 1811 var hon gift med översten David Gavedell de Geannij. Amalia Lorichs finns avbildad på ett sulfidporträtt i glas, porslin och förgylld brons vid Nationalmuseum. Som skådespelare var hon verksam vid bland annat Svenska teatern.